# In a Priest Driven Ambulance
In a Priest Driven Ambulance (Whit Silver Sunshine Stares) è il quarto album discografico del gruppo statunitense The Flaming Lips, pubblicato nel 1990.

## Il disco
Il disco è un concept album incentrato sul tema del fascino ricevuto da Wayne Coyne nei confronti della religione. Si tratta della prima produzione del gruppo a cui partecipano Jonathan Donahue (Mercury Rev) ed il batterista Nathan Roberts.
Il disco è stato pubblicato in formato CD con due tracce bonus nel gennaio 1995. Nel 2002 invece è stato pubblicato sotto forma di un doppio CD "special edition" anche qui con tracce aggiuntive.
Nel 2005 è stato distribuito nel formato vinile con l'aggiunta dei brani Lucifer Rising, Ma, I Didn't Notice, Let Me Be It, Drug Machine e Strychnine/Peace, Love and Understanding.
Il suono del brano Take Meta Mars è ripreso dalla canzone dei Can Mushroom.

## Tracce
1. Shine on Sweet Jesus: Jesus Song No. 5 – 4:27
2. Unconsciously Screamin' – 3:52
3. Rainin' Babies – 4:28
4. Take Meta Mars – 3:13
5. Five Stop Mother Superior Rain – 6:19
6. Stand in Line – 4:42
7. God Walks Among Us Now: Jesus Song No. 6 – 4:46
8. There You Are: Jesus Song No. 7 – 4:32
9. Mountain Side – 6:36
10. What a Wonderful World – 3:44

## Formazione
- Wayne Coyne - voce,  chitarra
- Jonathan Donahue - chitarra, seconda voce, voce in Five Stop Mother Superior Rain
- Michael Ivins - basso
- Nathan Roberts - batteria